# 囚獄公主
《囚獄公主》是由qureate開發的文字冒險遊戲，遊戲先後於任天堂Switch和Steam上發佈。故事講述勇者在解救被魔王捉走的公主期間死去，在靈魂狀態下協助公主逃離魔王城。

## 遊戲內容
《囚獄公主》採用解謎遊戲的玩法，玩家扮演著失去肉體而化為幽靈的勇者，玩家須導引亞里亞公主和賽娜公主解開遊戲內的謎題來逃離魔王所在的魔王城。玩家通過點擊場景中物品，指引公主調查物品，在部分謎題過程中，玩家可以選擇不解謎而是戲弄公主，完成這類謎題能提高公主的好感度，戲弄行為則會降低公主的好感度。謎題分為限時及不限時，限時類型謎題通常較為簡單，不限制類型則難度更高。故事最後玩家會與兩個公主離開魔王城，兩個公主的好感度會影響遊戲進入哪一個結局，兩人好感度不高是普通結局，其中一人較高則進入對應結局，還有兩人滿好感的完美結局。

## 登場角色
亞里亞
梅加路特大陸上亞里亞・拉拉王國的公主，從小居於宮殿之中不諳世事，精通魔法。
賽娜（聲：内村史子）
梅加路特大陸上贊吉・茲阿特王國的公主，性格傲嬌好強，擅長劍術。

## 開發及發行
在2019年12月12日發售的《週刊Fami通》上，qureate首次披露《囚獄公主》的開發信息，臼田裕次郎擔任遊戲製作人，和乾和音負責角色設計，其中亞里亞由設計，賽娜則由乾和音設計。雜誌上qureate表示遊戲已經完成九成，預計次年1月30日在任天堂eShop發佈，遊戲角色的錄音工作則在同年12月25日展開，遊戲支持英文、日文、繁體中文和簡體中文。2020年1月17日qureate發佈第一部遊戲宣傳視頻，1月27日qureate發佈第二部宣傳視頻，並表示早一天預購遊戲有折扣優惠。2020年3月13日，qureate宣佈遊戲將於同年4月3日在Steam發佈。

## 評價
《囚獄公主》在解謎過程中使用軟色情畫面獲得不少人評論員的關注，評論員在秋葉原綜研發文稱讚遊戲成功將可愛的角色和稍微有點色情的內容結合，解謎的內容和公主的反應讓人欲罷不能。TheGamer編輯肖恩·默里則直言遊戲的主要受眾明顯是好色之徒，另一個編輯艾比·埃斯皮里圖也表示遊戲有許多NSFW內容。
遊戲的角色設計獲得正面的評價，認為遊戲兩個角色既美麗又有個性，而且身材也很好。艾比·埃斯皮里圖稱讚角色的配音令人印象深刻，内村史子和成功塑造出角色的個性。評論員皮特·戴維森在Nintendo Life摘文表示角色服飾設計契合角色性格，兩個角色的性格也互補，是很好的組合。
評論員對遊戲劇情評價一般，遊戲角落的編輯雀司特表示遊戲劇情「俗套」，艾比·埃斯皮里圖稱遊戲的奇幻故事背景和諸多伏筆讓人期待會有一個宏偉的結局，實際體驗卻不盡人意，他對遊戲所有的結局都不太滿意。遊戲玩法方面，艾比·埃斯皮里圖指出遊戲缺乏相關指引，特別是部分謎題需要重複探索同一地點，很容易讓人卡關。Noisy Pixel主編阿薩瑞亞·洛佩兹也批評謎題的線索不足，解密失敗後也缺乏提示。

## 外部連結
- 官方网站
- 《囚獄公主》在視覺小說數據庫的頁面 （英文）